# Warhaus
Warhaus ist der Künstlername des Belgiers Maarten Devoldere.

## Geschichte
Warhaus wurde im Jahr 2016 als Solo-Musikprojekt von Maarten Devoldere gegründet. Am 2. September 2016 erschien sein Debütalbum We Fucked a Flame into Being. Nur ein Jahr später erschien am 13. Oktober 2017 das Album Warhaus.
Sänger und Songwriter Maarten Devoldere ist auch Sänger der belgischen Band Balthazar. Meist wird er bei seiner Musik von Sylvie Kreusch unterstützt, die ebenfalls Sängerin ist und normalerweise mit der Band Soldier’s Heart auftritt. Einige Lieder wurden von Mitgliedern der Band Balthazar eingespielt. Bei seinen Auftritten ist Devoldere mit einer Tour-Band unterwegs.
Im Juni 2022 wurde die neue Single Open Window veröffentlicht.

## Diskographie
- 2016: We Fucked a Flame into Being – (PIAS)
- 2017: Warhaus – (PIAS)
- 2022: Ha Ha Heartbreak – (PIAS)
- 2024: Karaoke Moon – (PIAS)